# Кровь Заката
«Кровь Заката» — третья книга в жанре фэнтези из серии «Хроники Арции» Веры Камши. Роман продолжает историю магического мира Тарры, населённого эльфами, людьми, гоблинами и рядом других существ, после событий описанных в первой дилогии.
Роман «Кровь Заката» — первая книга второй дилогии и третья книга цикла «Хроники Арции». После событий первой дилогии прошло более 600 лет. Книга издавалась в 2002 году издательством «Эксмо». Эпиграфом к книге послужил отрывок из стихотворения «Ученик» Марины Цветаевой:

Все выше, все выше — высот 

Последнее злато. 

Сновидческий голос: Восход 

Навстречу Закату.